# Фонтон, Сергей Сергеевич
Серге́й Серге́евич Фонто́н (род. 16 октября 1958, Москва, СССР) — советский и российский журналист. В современных публикациях и текстах часто проходит как Сергей Фонтон-старший.

## Биография
В 1980 году окончил переводческий факультет МГПИИЯ имени Мориса Тореза.
С 1980 года работал на Всесоюзном радио Гостелерадио СССР. Работал редактором, затем специальным корреспондентом на радиостанции «Маяк».
С 1990 по 1993 год занимал должность заместителя главного редактора и заведующего Службой информации АОЗТ Радиостанция «Эхо Москвы», был одним из основателей станции.
С 1994 по 1998 год работал в штате телекомпании «НТВ» в должности корреспондента, автора и ведущего программы «Искусство жить» в паре с Петром Фёдоровым, а затем шеф-редактора.
В 1998 году, вслед за Александром Шашковым, переходит с НТВ на недавно образованный канал «ТВ Центр». Изначально числился на канале в должности шеф-редактора, затем стал первым заместителем директора дирекции информационных программ.
С 1999 года — заместитель председателя совета директоров, главный редактор телекомпании «Телевидение специального назначения» («Телеспецназ»), производившей программы военной и правоохранительной тематики для каналов РТР и REN-TV.
В 2001—2002 годах — сотрудник русской службы Euronews в Лионе, редактор и обозреватель.
Затем некоторое время работал в должности руководителя отдела продаж компании «Альпин», занимавшейся реализацией мотоциклов под маркой Yamaha.
С 2005 по 2006 год — программный директор дирекции программ английского вещания телеканала «Russia Today».
Автор и ведущий «Мотодрайва» на телеканале «Драйв» производства телекомпании СТРИМ. Сотрудничал с разными телеканалами и телекомпаниями в качестве консультанта, соавтора ряда телевизионных фильмов и программ.
С 14 февраля 2014 по 9 июля 2017 года — автор и ведущий программы «Байкпост» на радио «Вести ФМ», с 16 апреля 2017 по 14 января 2018 года также вёл программу «Бронь» на этой же радиостанции. Обе передачи были посвящены путешествиям по миру на различном транспорте.